# Новаки (Дубрава)
Новаки (хрв. Novaki) су насељено место у општини Дубрава, Загребачка жупанија, Хрватска.

## Историја
До територијалне реорганизације у Хрватској били су у саставу старе општине Врбовец.

## Становништво
У попису становништва из 2011. године, Новаки су имали 197 становника.
| Број становника према пописима | Број становника према пописима | Број становника према пописима | Број становника према пописима | Број становника према пописима | Број становника према пописима | Број становника према пописима | Број становника према пописима | Број становника према пописима | Број становника према пописима | Број становника према пописима | Број становника према пописима | Број становника према пописима | Број становника према пописима | Број становника према пописима | Број становника према пописима |
| ------------------------------ | ------------------------------ | ------------------------------ | ------------------------------ | ------------------------------ | ------------------------------ | ------------------------------ | ------------------------------ | ------------------------------ | ------------------------------ | ------------------------------ | ------------------------------ | ------------------------------ | ------------------------------ | ------------------------------ | ------------------------------ |
| 1857                           | 1869                           | 1880                           | 1890                           | 1900                           | 1910                           | 1921                           | 1931                           | 1948                           | 1953                           | 1961                           | 1971                           | 1981                           | 1991                           | 2001                           | 2011                           |
| 146                            | 138                            | 147                            | 217                            | 321                            | 657                            | 660                            | 777                            | 923                            | 765                            | 721                            | 630                            | 659                            | 263                            | 232                            | 197                            |

Напомена : Од 1910. до 1948.исказивано под именом Дубравски Новаки. У пописима од 1953. до 1981. исказивана су некадашња насеља Новаки I, Новаки II и насеље Новаки III. Године 1991. некадашња насеља Новаки I и Новаки II спајају се у насеље Новаки, а насеље Новаки III мења назив у Кунђевац. Од 1953. до 1981. садржи податке за некадашња насеља Новаки I и Новаки II и насеље Кунђевац до 1948.